# Noordwijks
Het Noordwijks (in de volksmond ook wel Noorteks of Noortuks) is het Zuid-Hollandse dialect van Noordwijk aan Zee. Het verschilt zeer sterk van de dialecten uit het achterland (het Leids en het Bollenstreeks), inclusief Noordwijk-Binnen, maar heeft zeer veel overeenkomsten met andere vissersdialecten aan de Noordzee: in de eerste plaats met het Katwijks, maar ook in mindere mate met het Schevenings, Zandvoorts en Egmonds. Deze dialecten worden tezamen wel geschaard onder de noemer Strand-Hollands.

## Klankleer
De klanken van het Noordwijks komen in hoge mate overeen met die van het Katwijks. Het aloude verschil tussen de zachtlange en scherplange ee en oo is ook hier bewaard gebleven. Boom rijmt er dus niet op stoom. De scherplange ee wordt uitgesproken als eê of soms als ie (twie bienen = twee benen) en de zachtlange soms als eu (veul = veel, zeuven = zeven). De Standaardnederlandse aa klinkt ook hier als ae, maar deze klank is naar verluidt opener dan in Katwijk en veel opener dan in Scheveningen; dat wil zeggen dat hij dichter bij de aa staat ([æ:]). In veel gevallen wordt de "oe" klank een ou, zo wordt "broek" "brouk", "vloeken" "vlouken" etc.. De korte a wordt vaak als o uitgesproken, bijvoorbeeld "of'eskeijene" (een afgescheidene, een gereformeerd persoon). In tegenstelling tot het Katwijks maar in overeenstemming met het Schevenings en Egmonds verdwijnt in het Noordwijks de h. In sommige gevallen wordt voor een klinker een h weer toegevoegd, mogelijk als hypercorrectie. De Standaardnederlandse cluster sch- is in Noordwijk nog altijd sk-; dit is in Katwijk ook zo maar verder in Zuid-Holland komt dit verschijnsel (allang) niet meer voor. Hetzelfde geldt voor de bilabiale (met twee lippen uitgesproken) w. Deze w kwam oorspronkelijk overal voor maar is in Noordwijk (alsmede in Katwijk, Zandvoort en Egmond) gebleven. In het Katwijks is de bilabiale w sterker dan in het Noordwijks. Mogelijk heeft het Engels (met ook een bilabiale w) een rol gespeeld bij het behoud van die klank; dit is niet ondenkbaar aangezien de Noordwijkse vissers hun werkterrein op de Noordzee hadden.
Een negentiende-eeuws voorbeeld van het Noordwijks vinden we in Johan Winkler's Algemeen Nederduitsch en Friesch dialecticon. Zelf een Fries, benadrukt Winkler de overeenkomsten van het Noordwijks met het Fries. Maar hierbij moet aangetekend worden dat het Hollands vroeger meer op het Fries geleken heeft, maar onder Nederfrankische invloeden veranderd is. Het Noordwijks heeft net als andere varianten van het Strand-Hollands een aantal van de oude kenmerken bewaard.

## Grammatica
De grammatica van het Noordwijks lijkt sterk op die van andere Zuid-Hollandse relictdialecten en op die van de Noord-Hollandse dialecten. Het opvallendste verschijnsel is het voltooid deelwoord dat met e- begint: ewerkt, edaen. Ook dit komt eveneens in Katwijk voor; vroeger was het algemeen in vele Hollandse dialecten.

## Taalbehoud en -cultivatie
Er zijn geen cijfers voorhanden van hoeveel Noordwijkers hun dialect nog spreken. Doordat zich in Noordwijk al vroeg veel mensen van buiten hebben gevestigd is het echter aannemelijk dat het dialect hier verder in verval is dan in het naburige Katwijk. Anders dan in het laatstgenoemde dorp wordt het dialect weinig gecultiveerd; officiële woordenboeken e.d. ontbreken. Wel is er een niet gemodereerde website met een lijst van Noordwijkse woorden.
Er zijn enkele woorden die voor de meeste Noordwijkers herkenbaar zijn. Zo wordt het woord "keun" (=leuk, grappig, fijn) nog veel gebruikt. Het is volgens Van Bree verwant aan het West-Friese "kuin" (=trots). Ook het woord "klucht" voor "heuvel of helling" wordt nog gebruikt. Dit laatste woord bestaat ook in het West-Fries en is verwant aan het Friese "kluft" dat ook helling betekent. In het Noordwijks heeft het woord dus de Hollandse ft-cht-klankverschuiving ondergaan. De plaatsnaam zelf wordt aangeduid als Noortuk, en de inwoners als Noortukkers (Noortukkers is ook de naam van de plaatselijke Carnevalsvereniging). Noordwijk aan zee wordt nog wel aangeduid als Noortuk op Zee (of korter Noortuk Zee). Dit ligt dicht aan tegen de middeleeuwse aanduiding van de plaats Nortich op Zee. Een andere historisch gegroeide naam is "De Buurt" als aanduiding van de Hoofdstraat. Deze naam gaat op zijn minst terug tot de zeventiende eeuw, waarin de kop van de huidige Hoofdstraat als "De Buurt" wordt aangeduid. De Boulevard wordt vaak aangeduid als "De Wurft". Een naam die ook teruggaat tot in ieder geval de zeventiende eeuw (daar aangeduid als de Werf). Een binnenplaatsje of achtertuintje is een dam of dammetje. In de negentiende eeuw en vroeg twintigste eeuw werd "dam" wel gebruikt voor de gemeenschappelijke binnenplaats van visserswoningen. Zo werden een groep woningen ter hoogte van de huidige Abraham van Rooyenstraat aangeduid als "De Bloeddam".
Voor dit artikel is verder gebruikgemaakt van Cor van Bree, Taal in stad en land: Zuid-Hollands, Den Haag 2004.